# Mark Pembridge
Mark Anthony Pembridge (* 29. November 1970 in Merthyr Tydfil) ist ein ehemaliger walisischer Fußballspieler. Der 1,7 Meter große Pembridge spielte im Mittelfeld.

## Karriere
Pembridge begann seine Karriere bei Luton Town 1989. 1992 wechselte er zu Derby County, die er 1995 Richtung Sheffield Wednesday verließ. 1998 ging Pembridge ins Ausland zu Benfica Lissabon. 1999 kehrte der linke Mittelfeldspieler wieder nach England zurück zum FC Everton. 2003 wechselte er schließlich zum FC Fulham, wo er bis zu seinem Karriereende 2007 blieb. Seit 2017 ist er als Trainer für verschiedene Juniorenmannschaften des FC Fulham aktiv.
Pembridge spielte insgesamt 46 Mal im walisischen Fußballnationalteam.

## Stationen
- Luton Town (1989–1992)
- Derby County (1992–1995)
- Sheffield Wednesday (1995–1998)
- Benfica Lissabon (1998–1999)
- FC Everton (1999–2003)
- FC Fulham (2003–2007)